# Sybra binigromaculata
Sybra binigromaculata är en skalbaggsart som beskrevs av Stefan von Breuning 1973. Sybra binigromaculata ingår i släktet Sybra och familjen långhorningar.
Artens utbredningsområde är Filippinerna. Inga underarter finns listade i Catalogue of Life.